# Prêmio Craque do Brasileirão
Il Prêmio Craque do Brasileirão (in italiano Premio miglior giocatore del campionato brasiliano) è un premio annuale assegnato in collaborazione tra Rede Globo e la Confederação Brasileira de Futebol ai migliori giocatori, allenatori e arbitri del campionato brasiliano di calcio. Introdotto nel 2005, la premiazione avviene il lunedì seguente all'ultima giornata di campionato e la cerimonia, presentata da attori di TV Globo, viene trasmessa da SporTV, canale della rete Globosat.

## Regolamento e premi
Prima della fine del campionato un collegio elettorale composto da giocatori, allenatori, giornalisti ed ex-giocatori vota per i giocatori che hanno giocato per i club brasiliani nel corso dello stesso anno. I tre giocatori più votati per ogni ruolo sono dichiarati finalisti insieme ai tre tecnici e tre arbitri che hanno ricevuto il maggior numero di voti.
Il giorno della premiazione i tre finalisti ricevono un premio a seconda del loro piazzamento: d'oro il primo, d'argento il secondo e di bronzo il terzo. Oltre agli 11 migliori giocatori, al miglior allenatore e al miglior arbitro vengono premiati anche il miglior giocatore in assoluto (denominato Rei da Bola) e il miglior marcatore del campionato (Rei do Gol).
Dal 2006 è stato introdotto anche un premio per il miglior giocatore eletto da una giuria popolare tramite un sondaggio Internet, denominato "Craque da galera" (Miglior giocatore dei tifosi), e l'anno seguente altri due premi, uno per la rivelazione del campionato ("Revelação do Campeonato") e l'altro per la miglior tifoseria ("Torcida de Ouro").
Durante la premiazione, oltre ai premi individuali, vengono consegnato ufficialmente i trofei a tutti i vincitori delle divisioni nazionali del campionato brasiliani di calcio.

## Albo d'oro

### 2005
Luogo: Teatro João Caetano, Rio de Janeiro.
Presentatori: Evandro Mesquita e Marisa Orth.
- Squadra del campionato: Fábio Costa (Corinthians); Gabriel (Fluminense), Diego Lugano (San Paolo), Carlos Gamarra (Palmeiras) e Gustavo Nery (Corinthians); Marcelo Mattos (Corinthians), Tinga (Internacional), Roger (Corinthians) e Dejan Petković (Fluminense); Carlos Tévez (Corinthians) e Rafael Sóbis (Internacional).
- Miglior giocatore: Carlos Tévez (Corinthians).
- Miglior marcatore: Romário (Vasco da Gama), 22 gol.
- Miglior allenatore: Muricy Ramalho (Internacional).
- Miglior arbitro: Leonardo Gaciba.
- Premio speciale: Mário Zagallo.[2]

### 2006
Luogo: Theatro Municipal, Rio de Janeiro.
- Squadra del campionato: Rogério Ceni (San Paolo); Souza (San Paolo), Fabão (San Paolo), Fabiano Eller (Internacional), Marcelo (Fluminense); Mineiro (San Paolo), Lucas (Grêmio), Zé Roberto (Botafogo), Renato (Flamengo); Souza (Goiás) e Fernandão (Internacional).
- Miglior giocatore: Rogério Ceni (San Paolo).
- Miglior marcatore: Souza (Goiás), 17 gol.
- Miglior giocatore scelto dai tifosi: Renato (Flamengo).
- Miglior allenatore: Muricy Ramalho (San Paolo).
- Miglior arbitro: Leonardo Gaciba.
- Premio speciale: Djalma Santos.[4]

### 2007
Luogo: Theatro Municipal, Rio de Janeiro.
Presentatori: Tony Ramos e Marcos Palmeira.
- Squadra del campionato: Rogério Ceni (San Paolo); Léo Moura (Flamengo), Breno (San Paolo), Miranda (San Paolo) e Kléber (Santos); Hernanes (San Paolo), Richarlyson (San Paolo), Ibson (Flamengo), Jorge Valdivia (Palmeiras); Beto Acosta (Náutico) e Josiel (Paraná).
- Miglior giocatore: Rogério Ceni (San Paolo).
- Miglior marcatore: Josiel (Paraná), 20 gol.
- Miglior giocatore scelto dai tifosi: Rogério Ceni (San Paolo).
- Rivelazione: Breno (San Paolo).
- Miglior allenatore: Muricy Ramalho (San Paolo).
- Miglior arbitro: Leonardo Gaciba.
- Tifoseria d'oro: Flamengo  (Série A).
- Premio speciale: Nílton Santos e Romário.

### 2008
Luogo: Vivo Rio, Rio de Janeiro.
Presentatori: Marcos Palmeira e Tony Ramos.
- Squadra del campionato: Victor (Grêmio); Léo Moura (Flamengo), Thiago Silva (Fluminense), Miranda (San Paolo), Juan (Flamengo); Hernanes (San Paolo), Ramires (Cruzeiro), Diego Souza (Palmeiras), Alex (Internacional); Kléber Pereira (Santos) e Alex Mineiro (Palmeiras).
- Miglior giocatore: Hernanes (San Paolo).
- Miglior marcatore: Keirrison (Coritiba), Kléber Pereira (Santos) e Washington (Fluminense), 21 gol.
- Miglior giocatore scelto dai tifosi: Thiago Silva (Fluminense).
- Rivelazione: Keirrison (Coritiba).
- Miglior allenatore: Muricy Ramalho (San Paolo).
- Miglior arbitro: Leonardo Gaciba.
- Tifoseria d'oro: Corinthians (Série B).

### 2009
Luogo: Vivo Rio, Rio de Janeiro.
Presentatori: Tony Ramos e Marcello Antony.
- Squadra del campionato: Victor (Grêmio); Jonathan (Cruzeiro), André Dias (San Paolo), Miranda (San Paolo), Júlio César (Goiás); Hernanes (San Paolo), Pablo Guiñazú (Internacional), Diego Souza (Palmeiras), Dejan Petković (Flamengo); Diego Tardelli (Atlético Mineiro) e Adriano (Flamengo).
- Miglior giocatore: Diego Souza (Palmeiras).[9]
- Miglior marcatore: Adriano (Flamengo) e Diego Tardelli (Atlético Mineiro), 19 gol.
- Miglior giocatore scelto dai tifosi: Darío Conca (Fluminense).
- Rivelazione: Fernandinho (Barueri).
- Miglior allenatore: Andrade (Flamengo).
- Miglior arbitro: Héber Lopes.
- Tifoseria d'oro: Flamengo (Série A).

### 2010
Luogo: Theatro Municipal, Rio de Janeiro.
Presentatori: Tony Ramos e Marcello Antony.
- Squadra del campionato: Fábio (Cruzeiro); Mariano (Fluminense), Dedé (Vasco da Gama) , Miranda (San Paolo), Roberto Carlos (Corinthians); Jucilei (Corinthians), Elias (Corinthians), Walter Montillo (Cruzeiro), Darío Conca (Fluminense); Jonas (Grêmio) e Neymar (Santos).
- Miglior giocatore: Darío Conca (Fluminense).
- Miglior marcatore: Jonas (Grêmio), 23 gol.
- Miglior giocatore scelto dai tifosi: Darío Conca (Fluminense).
- Rivelazione: Bruno César (Corinthians).
- Miglior allenatore: Muricy Ramalho (Fluminense).
- Miglior arbitro: Sandro Meira Ricci.
- Tifoseria d'oro: Bahia (Série B).
- Premio speciale: Ronaldo.

### 2011
Luogo: Auditório Ibirapuera, San Paolo.
Presentatori: Luciano Huck, Glenda Kozlowski e Tiago Leifert.
- Squadra del campionato: Jefferson (Botafogo); Fagner (Vasco da Gama), Dedé (Vasco da Gama), Réver (Atlético Mineiro) e Bruno Cortês (Botafogo); Ralf (Corinthians), Paulinho (Corinthians), Diego Souza (Vasco da Gama) e Ronaldinho (Flamengo); Neymar (Santos) e Fred (Fluminense).
- Miglior giocatore: Neymar (Santos).
- Miglior marcatore: Borges (Santos), 23 gol.
- Miglior giocatore scelto dai tifosi: Dedé (Vasco da Gama).
- Rivelazione: Wellington Nem (Figueirense).
- Miglior allenatore: Cristóvão Borges e Ricardo Gomes (Vasco da Gama).
- Miglior arbitro: Leandro Vuaden.
- Premio speciale: Rogério Ceni.

### 2012
Luogo: HSBC Brasil, San Paolo.
Presentatori: Cléber Machado e Carolina Galan.
- Squadra del campionato: Diego Cavalieri (Fluminense); Marcos Rocha (Atlético Mineiro), Leonardo Silva (Atlético Mineiro), Réver (Atlético Mineiro) e Carlinhos (Fluminense); Paulinho (Corinthians), Jean (Fluminense), Ronaldinho (Atlético Mineiro) e Lucas Moura (San Paolo); Neymar (Santos) e Fred (Fluminense).[14]
- Miglior giocatore: Fred (Fluminense).[14]
- Miglior marcatore: Fred (Fluminense), 20 gol.
- Miglior giocatore scelto dai tifosi: Ronaldinho (Atlético Mineiro).[15]
- Rivelazione: Bernard (Atlético Mineiro).[14]
- Miglior allenatore: Abel Braga (Fluminense).[14]
- Miglior arbitro: Wilton Pereira Sampaio.
- Migliori assistenti arbitrali: Altemir Hausmann e Kléber Lúcio Gil.

### 2013
Luogo: studio del programma Bem, Amigos!, San Paolo.
Presentatore: Galvão Bueno.
- Squadra del campionato: Fábio (Cruzeiro); Marcos Rocha (Atlético Mineiro), Dedé (Cruzeiro), Manoel (Atlético Paranaense) e Alex Telles (Grêmio); Nílton (Cruzeiro), Elias (Flamengo), Éverton Ribeiro (Cruzeiro) e Paulo Baier (Atlético Paranaense); Walter (Goiás) e Éderson (Atlético Paranaense).
- Miglior giocatore: Éverton Ribeiro (Cruzeiro).
- Miglior marcatore: Éderson (Atlético Paranaense), 21 gol.
- Miglior giocatore scelto dai tifosi: Hernane (Flamengo).[17]
- Rivelazione: Marcelo Cirino (Atlético Paranaense).
- Miglior allenatore: Marcelo Oliveira (Cruzeiro).
- Miglior arbitro: Paulo César de Oliveira.
- Migliori assistenti arbitrali: Emerson de Carvalho e Carlos Berkenbrock.
- Premio Fair-play: Vitória.

### 2014
Luogo: studio del programma Bem, Amigos!, San Paolo.
Presentatori: Galvão Bueno e Joana de Assis.
- Squadra del campionato: Jefferson (Botafogo); Marcos Rocha (Atlético Mineiro), Dedé (Cruzeiro), Gil (Corinthians) e Egídio (Cruzeiro); Lucas Silva (Cruzeiro), Souza (San Paolo), Éverton Ribeiro (Cruzeiro) e Ricardo Goulart (Cruzeiro); Diego Tardelli (Atlético Mineiro) e Paolo Guerrero (Corinthians).
- Miglior giocatore: Éverton Ribeiro (Cruzeiro).
- Miglior marcatore: Fred (Fluminense), 18 gol.
- Miglior giocatore scelto dai tifosi: Rogério Ceni (San Paolo).[20]
- Rivelazione: Erik (Goiás).
- Miglior allenatore: Marcelo Oliveira (Cruzeiro).
- Miglior arbitro: Ricardo Marques Ribeiro.
- Migliori assistenti arbitrali: Emerson de Carvalho e Marcelo Van Gasse.
- Premio Fair-play: Atlético Paranaense

### 2015
Luogo: studio del programma Bem, Amigos!, San Paolo.
Presentatore: Galvão Bueno.
- Squadra del campionato: Cássio (Corinthians); Marcos Rocha (Atlético Mineiro), Gil (Corinthians), Jemerson (Atlético Mineiro) e Douglas Santos (Atlético Mineiro); Elias (Corinthians), Rafael Carioca (Atlético Mineiro), Jádson (Corinthians) e Renato Augusto (Corinthians); Luan (Grêmio) e Ricardo Oliveira (Santos).
- Miglior giocatore: Renato Augusto (Corinthians).
- Miglior marcatore: Ricardo Oliveira (Santos), 20 gol.[22]
- Miglior giocatore scelto dai tifosi: Nenê (Vasco da Gama).[23]
- Rivelazione: Gabriel Jesus (Palmeiras).
- Miglior giocatore straniero:  Lucas Pratto (Atlético Mineiro).
- Miglior allenatore: Tite (Corinthians).
- Miglior arbitro: Anderson Daronco.[24]
- Migliori assistenti arbitrali: Alessandro Matos e Guilherme Camilo.[24]
- Premio Fair-play: Corinthians.[24]
- Gol più bello: Lucca (Corinthians), Corinthians-San Paolo 6-1 (36ª giornata).[25]

### 2016
Luogo: Auditorim CBF, Rio de Janeiro.
- Squadra del campionato: Jailson (Palmeiras); Jean (Palmeiras), Pedro Geromel (Grêmio), Yerry Mina (Palmeiras) e Jorge (Flamengo); Tchê Tchê (Palmeiras), Moisés (Palmeiras), Diego (Flamengo) e Dudu (Palmeiras); Robinho (Atlético Mineiro) e Gabriel Jesus (Palmeiras).
- Miglior giocatore: Gabriel Jesus (Palmeiras).
- Miglior marcatore: Diego Souza (Sport Recife), Fred (Atlético Mineiro) e William Pottker (Ponte Preta), 14 gol.[22]
- Miglior giocatore scelto dai tifosi: Danilo (Chapecoense).
- Giocatore rivelazione: Vitor Bueno (Santos).
- Miglior allenatore: Cuca (Palmeiras).
- Allenatore rivelazione: Jair Ventura (Botafogo).
- Miglior arbitro: Raphael Claus.
- Migliori assistenti arbitrali: Marcelo Van Gasse e Rogério Zanardo.
- Gol più bello: Zé Roberto (Palmeiras), Santa Cruz-Palmeiras 2-3 (28ª giornata).

### 2017
Luogo: Auditorim CBF, Rio de Janeiro.
- Squadra del campionato: Vanderlei (Santos); Fagner (Corinthians), Pedro Geromel (Grêmio), Fabián Balbuena (Corinthians) e Guilherme Arana (Corinthians); Arthur (Grêmio), Bruno Silva (Botafogo), Hernanes (San Paolo) e Thiago Neves (Cruzeiro); Henrique Dourado (Fluminense) e Jô (Corinthians).
- Miglior giocatore: Jô (Corinthians).
- Miglior marcatore: Henrique Dourado (Fluminense) e Jô (Corinthians), 18 gol.
- Miglior giocatore scelto dai tifosi: Hernanes (San Paolo).[28]
- Giocatore rivelazione: Arthur (Grêmio).
- Miglior allenatore: Fábio Carille (Corinthians).
- Allenatore rivelazione: Fábio Carille (Corinthians).
- Miglior arbitro: Raphael Claus.[28]
- Migliori assistenti arbitrali: Guilherme Dias Camilo e Bruno Raphael Pires.[28]
- Premio Fair-play: Grêmio.[29]
- Gol più bello: Hernanes (San Paolo), San Paolo-Ponte Preta 2-2 (23ª giornata).[28]

### 2018
Luogo: sede della CBF, Rio de Janeiro.
Brasileirão
- Squadra del campionato: Marcelo Lomba (Internacional); Mayke (Palmeiras), Víctor Cuesta (Internacional), Pedro Geromel (Grêmio) e Renê (Flamengo); Rodrigo Dourado (Internacional), Bruno Henrique (Palmeiras), Lucas Paquetá (Flamengo) e Giorgian De Arrascaeta (Cruzeiro); Dudu (Palmeiras) e Gabriel Barbosa (Palmeiras).
- Miglior giocatore: Dudu (Palmeiras).
- Miglior marcatore: Gabriel Barbosa (Palmeiras), 18 gol.
- Miglior giocatore scelto dai tifosi: Gustavo Cuéllar (Flamengo).
- Giocatore rivelazione: Pedro (Fluminense).
- Miglior allenatore: Luiz Felipe Scolari (Palmeiras).
- Miglior arbitro: Raphael Claus.
- Migliori assistenti arbitrali: Kléber Lúcio Gil e Danilo Manis.
- Premio Fair-play: Corinthians.[31]
- Gol più bello: Éverton Ribeiro (Flamengo), Cruzeiro-Flamengo 0-2 (37ª giornata).

Brasileirão Feminino
- Squadra del campionato: Bárbara (Kindermann); Maurine (Santos), Tayla (Santos), Antônia (Audax) e Yasmim (Corinthians); Brena (Santos), Djenifer (Iranduba), Gabi Zanotti (Corinthians) e Adriana Leal (Corinthians); Dany Helena (Flamengo) e Lelê (Rio Preto).
- Miglior giocatrice: Adriana Leal (Corinthians).
- Miglior marcatrice: Dany Helena (Flamengo), 15 gol.
- Giocatrice rivelazione: Kerolin (Ponte Preta).
- Miglior allenatore: Arthur Elias (Corinthians).
- Premio Fair-play: Sport Recife.[31]
- Premio speciale: Marta.[32]

### 2019
Luogo: salão do Píer Mauá, Rio de Janeiro.
Brasileirão
- Squadra del campionato: Santos (Athletico Paranaense); Rafinha (Flamengo), Rodrigo Caio (Flamengo), Pablo Marí (Flamengo) e Filipe Luís (Flamengo); Gerson (Flamengo), Bruno Guimarães (Athletico Paranaense), Éverton Ribeiro (Flamengo) e Giorgian De Arrascaeta (Flamengo); Gabriel Barbosa (Flamengo) e Bruno Henrique (Flamengo).
- Miglior giocatore: Bruno Henrique (Flamengo).
- Miglior marcatore: Gabriel Barbosa (Flamengo), 25 gol.
- Miglior giocatore scelto dai tifosi: Éverton Ribeiro (Flamengo).
- Giocatore rivelazione: Michael (Goiás).
- Miglior allenatore: Jorge Jesus (Flamengo).
- Miglior arbitro: Wilton Pereira Sampaio.[34]
- Migliori assistenti arbitrali: Bruno Boschilia e Fabrício Vilarinho.[34]
- Miglior arbitro VAR: Rodrigo Guarizo.[34]
- Gol più bello: Giorgian De Arrascaeta (Flamengo), Ceará-Flamengo 0-3 (16ª giornata).[35]

Brasileirão Feminino
- Squadra del campionato: Luciana (Ferroviária); Fabiana (Internacional), Érika (Corinthians), Pardal (Corinthians) e Tamires (Corinthians); Aline Milene (Ferroviária), Maglia (Ferroviária), Gabi Zanotti (Corinthians) e Victória (Corinthians); Millene (Corinthians) e Glaucia (Santos).
- Miglior giocatrice: Millene (Corinthians).
- Miglior marcatrice: Millene (Corinthians), 19 gol.
- Miglior giocatrice scelta dai tifosi: Larissa (Flamengo).
- Giocatrice rivelazione: Victória (Corinthians).
- Miglior allenatore: Tatiele Silveira (Ferroviária).
- Gol più bello: Tamires (Corinthians), Corinthians-Flamengo 2-0 (semifinale di ritorno).[36]

### 2020
Luogo: sede della CBF, Rio de Janeiro.
Brasileirão
- Squadra del campionato: Weverton (Palmeiras); Fagner (Corinthians), Gustavo Gómez (Palmeiras), Víctor Cuesta (Internacional) e Guilherme Arana (Atlético Mineiro); Edenílson (Internacional), Gerson (Flamengo), Claudinho (Red Bull Bragantino) e Vina (Ceará); Gabriel Barbosa (Flamengo) e Marinho (Santos).
- Miglior giocatore: Claudinho (Red Bull Bragantino).
- Miglior marcatore: Claudinho (Red Bull Bragantino) e Luciano (San Paolo), 18 gol.
- Miglior giocatore scelto dai tifosi: Gabriel Barbosa (Flamengo).
- Giocatore rivelazione: Claudinho (Red Bull Bragantino).
- Miglior allenatore: Abel Braga (Internacional).
- Miglior arbitro: Leandro Vuaden.[38]
- Migliori assistenti arbitrali: Neuza Back e Rodrigo Correa.[38]
- Miglior arbitro VAR: Wagner Reway.[38]
- Premio Fair-play: Atlético Mineiro.[39]
- Gol più bello: Éverton Ribeiro (Flamengo), Flamengo-Fortaleza 2-1 (8ª giornata).

Brasileirão Feminino
- Squadra del campionato: Letícia (Corinthians); Bruna Calderan (Kindermann), Agustina (Palmeiras), Érika (Corinthians) e Tamires (Corinthians); Andressinha (Corinthians), Julia Bianchi (Kindermann), Gabi Zanotti (Corinthians) e Duda (Kindermann); Carla Nunes (Palmeiras) e Lelê (Kindermann).
- Miglior giocatrice: Gabi Zanotti (Corinthians).
- Miglior marcatrice: Carla Nunes (Palmeiras), 12 gol.
- Miglior giocatrice scelta dai tifosi: Kaká (Flamengo).
- Giocatrice rivelazione: Jaqueline (San Paolo).
- Miglior allenatore: Arthur Elias (Corinthians).
- Gol più bello: Ingryd (Corinthians), Corinthians-Palmeiras 3-0 (semifinale di ritorno).

## Premi per squadra
Aggiornato all'edizione 2020.
| Pos. | Squadra          | Miglior giocatore | Squadra del campionato | Miglior allenatore | Miglior giocatore tifosi | Giocatore rivelazione | Allenatore rivelazione | Miglior marcatore | Gol più bello | Fair play | Miglior straniero | Totale |
| ---- | ---------------- | ----------------- | ---------------------- | ------------------ | ------------------------ | --------------------- | ---------------------- | ----------------- | ------------- | --------- | ----------------- | ------ |
| 1º   | Flamengo         | 1                 | 24                     | 2                  | 5                        | 0                     | 0                      | 2                 | 3             | 0         | 0                 | 37     |
| 2º   | Corinthians      | 3                 | 23                     | 2                  | 0                        | 1                     | 1                      | 1                 | 1             | 2         | 0                 | 34     |
| 3º   | San Paolo        | 3                 | 19                     | 3                  | 3                        | 1                     | 0                      | 1                 | 1             | 0         | 0                 | 31     |
| 4º   | Palmeiras        | 3                 | 18                     | 2                  | 0                        | 1                     | 0                      | 1                 | 1             | 0         | 0                 | 26     |
| 5º   | Fluminense       | 2                 | 12                     | 2                  | 3                        | 1                     | 0                      | 4                 | 0             | 0         | 0                 | 24     |
| 6º   | Atlético Mineiro | 0                 | 15                     | 0                  | 1                        | 1                     | 0                      | 2                 | 0             | 1         | 1                 | 21     |
| 7º   | Cruzeiro         | 2                 | 15                     | 2                  | 0                        | 0                     | 0                      | 0                 | 0             | 0         | 0                 | 19     |
| 8º   | Grêmio           | 0                 | 10                     | 0                  | 0                        | 1                     | 0                      | 1                 | 0             | 1         | 0                 | 13     |
| 8º   | Internacional    | 0                 | 11                     | 2                  | 0                        | 0                     | 0                      | 0                 | 0             | 0         | 0                 | 13     |
| 8º   | Santos           | 1                 | 8                      | 0                  | 0                        | 1                     | 0                      | 3                 | 0             | 0         | 0                 | 13     |
| 11º  | Vasco da Gama    | 0                 | 4                      | 2                  | 2                        | 0                     | 0                      | 1                 | 0             | 0         | 0                 | 9      |
| 12º  | Athl. Paranaense | 0                 | 5                      | 0                  | 0                        | 1                     | 0                      | 1                 | 0             | 1         | 0                 | 8      |
| 13º  | Botafogo         | 0                 | 5                      | 0                  | 0                        | 0                     | 1                      | 0                 | 0             | 0         | 0                 | 6      |
| 13º  | Goiás            | 0                 | 3                      | 0                  | 0                        | 2                     | 0                      | 1                 | 0             | 0         | 0                 | 6      |
| 15º  | RB Bragantino    | 1                 | 1                      | 0                  | 0                        | 1                     | 0                      | 1                 | 0             | 0         | 0                 | 4      |
| 16º  | Coritiba         | 0                 | 0                      | 0                  | 0                        | 1                     | 0                      | 1                 | 0             | 0         | 0                 | 2      |
| 16º  | Paraná           | 0                 | 1                      | 0                  | 0                        | 0                     | 0                      | 1                 | 0             | 0         | 0                 | 2      |
| 18º  | Barueri          | 0                 | 0                      | 0                  | 0                        | 1                     | 0                      | 0                 | 0             | 0         | 0                 | 1      |
| 18º  | Chapecoense      | 0                 | 0                      | 0                  | 1                        | 0                     | 0                      | 0                 | 0             | 0         | 0                 | 1      |
| 18º  | Figueirense      | 0                 | 0                      | 0                  | 0                        | 1                     | 0                      | 0                 | 0             | 0         | 0                 | 1      |
| 18º  | Náutico          | 0                 | 1                      | 0                  | 0                        | 0                     | 0                      | 0                 | 0             | 0         | 0                 | 1      |
| 18º  | Ponte Preta      | 0                 | 0                      | 0                  | 0                        | 0                     | 0                      | 1                 | 0             | 0         | 0                 | 1      |
| 18º  | Sport Recife     | 0                 | 0                      | 0                  | 0                        | 0                     | 0                      | 1                 | 0             | 0         | 0                 | 1      |
| 18º  | Vitória          | 0                 | 0                      | 0                  | 0                        | 0                     | 0                      | 0                 | 0             | 1         | 0                 | 1      |

## Premi per giocatore
Aggiornato all'edizione 2020. Include i giocatori che hanno vinto almeno 4 premi.
| Posizione | Giocatore       | Miglior giocatore | Squadra del campionato | Miglior giocatore tifosi | Giocatore rivelazione | Miglior marcatore | Gol più bello | Totale |
| --------- | --------------- | ----------------- | ---------------------- | ------------------------ | --------------------- | ----------------- | ------------- | ------ |
| 1º        | Éverton Ribeiro | 2                 | 3                      | 1                        | 0                     | 2                 | 0             | 8      |
| 2º        | Hernanes        | 1                 | 4                      | 1                        | 0                     | 0                 | 1             | 7      |
| 3º        | Fred            | 1                 | 2                      | 0                        | 0                     | 0                 | 3             | 6      |
| 3º        | Gabriel Barbosa | 1                 | 2                      | 0                        | 0                     | 0                 | 3             | 6      |
| 3º        | Rogério Ceni    | 2                 | 2                      | 2                        | 0                     | 0                 | 0             | 6      |
| 6º        | Dedé            | 0                 | 4                      | 1                        | 0                     | 0                 | 0             | 5      |
| 6º        | Diego Souza     | 1                 | 3                      | 0                        | 0                     | 0                 | 1             | 5      |
| 8º        | Claudinho       | 1                 | 1                      | 0                        | 1                     | 1                 | 0             | 4      |
| 8º        | Darío Conca     | 1                 | 1                      | 2                        | 0                     | 0                 | 0             | 4      |
| 8º        | Marcos Rocha    | 0                 | 4                      | 0                        | 0                     | 0                 | 0             | 4      |
| 8º        | Miranda         | 0                 | 4                      | 0                        | 0                     | 0                 | 0             | 4      |
| 8º        | Neymar          | 1                 | 3                      | 0                        | 0                     | 0                 | 0             | 4      |

## Premi per allenatore

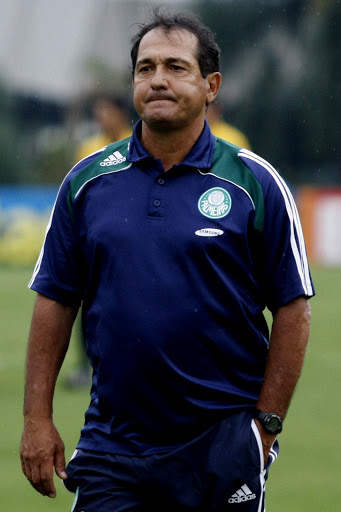
Muricy Ramalho, vincitore per cinque volte del premio come miglior allenatore

Aggiornato all'edizione 2020.
| Posizione | Allenatore          | Miglior allenatore | Allenatore rivelazione | Totale |
| --------- | ------------------- | ------------------ | ---------------------- | ------ |
| 1º        | Muricy Ramalho      | 5                  | 0                      | 5      |
| 2º        | Abel Braga          | 2                  | 0                      | 2      |
| 2º        | Marcelo Oliveira    | 2                  | 0                      | 2      |
| 4º        | Fábio Carille       | 1                  | 1                      | 2      |
| 5º        | Andrade             | 1                  | 0                      | 1      |
| 5º        | Cristóvão Borges    | 1                  | 0                      | 1      |
| 5º        | Cuca                | 1                  | 0                      | 1      |
| 5º        | Jorge Jesus         | 1                  | 0                      | 1      |
| 5º        | Ricardo Gomes       | 1                  | 0                      | 1      |
| 5º        | Luiz Felipe Scolari | 1                  | 0                      | 1      |
| 5º        | Tite                | 1                  | 0                      | 1      |
| 12º       | Jair Ventura        | 0                  | 1                      | 1      |